# Epistrofo (figlio di Eveno)
Epistrofo (in greco antico: Ἐπίστροφος?, Epístrofos) è un personaggio della mitologia greca, fratello di Minete e cognato di Briseide.

## Mitologia
Epistrofo, figlio di Eveno, viveva in tranquillità nella città di Lirnesso in Cilicia.
In tale città era stata portata in segreto Briseide per salvarla dalle grinfie di Achille che la desiderava, ma questi alla fine la raggiunse: dopo aver ucciso Epistrofo e Minete, distrusse la città intera e rapì Briseide per tenerla come amante e schiava.